# Caserío Azkue

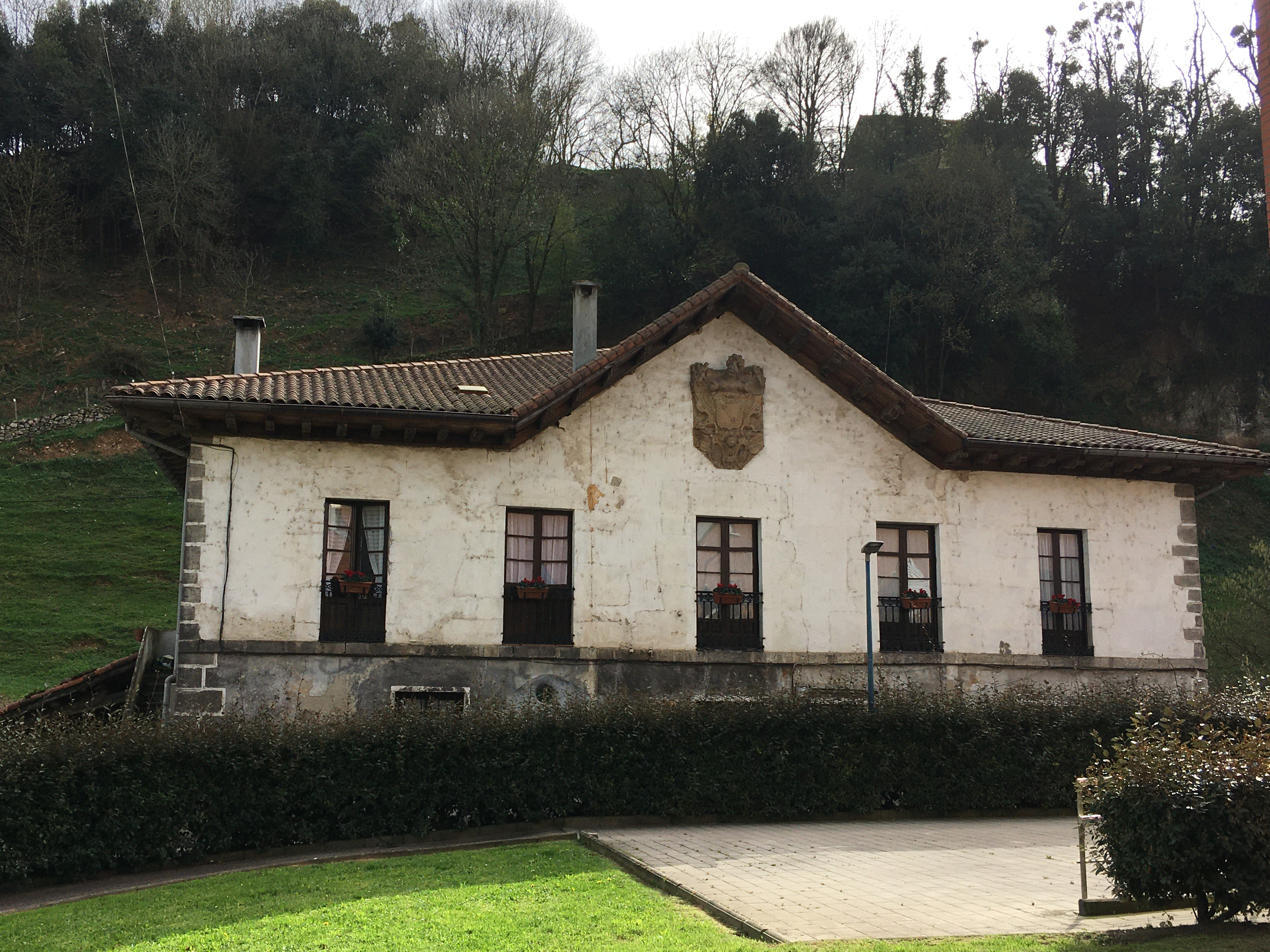
Caserío Azkue

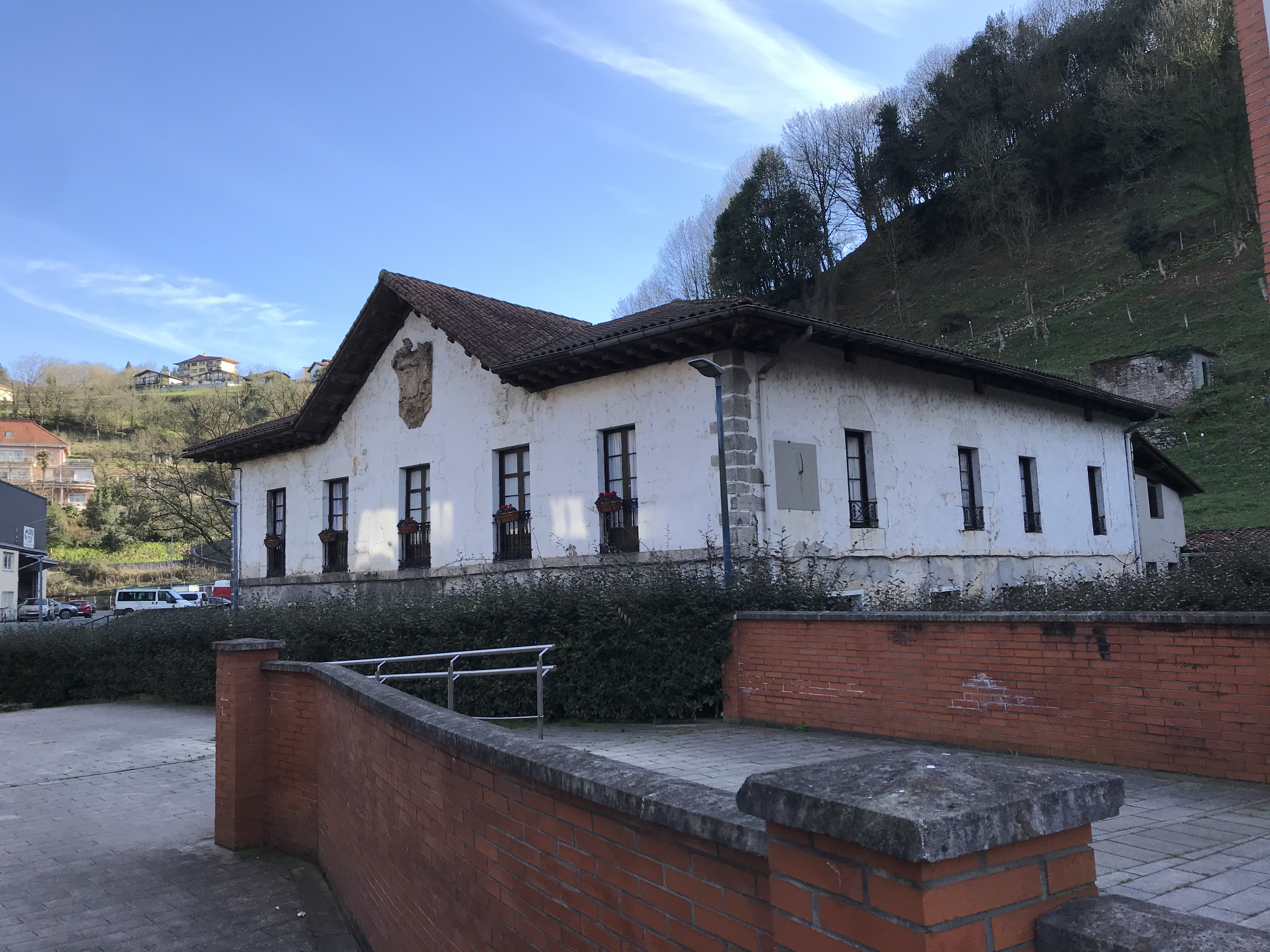
Otra vista del caserío

El caserío Azkue en Ibarra (Guipúzcoa, España) parece originario de los siglos XVI-XVII, así parecen indicarlo los muros que posee en su lado este. Es en el siglo XVIII cuando adopta la fisonomía actual de palacio residencia. En ese momento se introducen una serie de elementos que le proporcionan su imagen actual.
El caserío Azkue es un edificio de planta cuadrada de aproximadamente veinte metros de lado, que dispone de planta baja, primera y desván. Se remata el volumen con una cubierta a cuatro aguas con alero de corto vuelo, artesonado en la fachada noroeste, que es la principal.
Construido con muros de mampostería revocada y encalada en sus cuatro fachadas, se utilizan sillares en los esquinales, recercado de huecos y la platabanda a media altura de la fachada principal.
Esta fachada orientada al noroeste presenta una situación más regular que el resto, a pesar de las modificaciones existentes. Una platabanda de sillares separa la planta baja de la primera formalizando un zócalo. En planta baja existen un acceso y tres ventanas, además se pueden distinguir los huecos originales y el gran acceso adintelado que se encuentran hoy cegados y que disponen de recercos de sillería. La planta primera se compone simétricamente con cinco balcones antepechados recercados de madera y con antepechos de hierro forjado. Sobre el vano central se realiza un levante a modo de frontón triangular, al estilo de los ayuntamientos del siglo XVIII, para dar cabida al escudo barroco del mismo siglo. Este escudo muy bien trabajado y conservado dispone de un profuso aparato decorativo de gran relieve. Mediante este elemento se modifica la cubierta a cuatro aguas y se introduce una imagen singular para un caserío y que tiene que ver más con el palacio rural en el que se transformó en el siglo XVIII.
La fachada lateral sudoeste posee también cuatro huecos regularmente dispuestos en planta primera y cuatro más en planta baja de menor dimensión. Junto a la esquina entre esta fachada con la principal se dispone un reloj de sol de gran porte.
En el lado sudeste se adosa un gran anejo que cubre la práctica totalidad de esta fachada. De forma similar otra construcción se adosa a la fachada noroeste en su planta baja, dejándola visible en su planta primera, que nos aparece con una distribución de huecos muy alterada.